# Fuentelespino de Haro (kommunhuvudort)
Fuentelespino de Haro är en kommunhuvudort i Spanien.   Den ligger i provinsen Provincia de Cuenca och regionen Kastilien-La Mancha, i den centrala delen av landet, 120 km sydost om huvudstaden Madrid. Fuentelespino de Haro ligger 850 meter över havet och antalet invånare är 312.
Terrängen runt Fuentelespino de Haro är platt, och sluttar söderut. Runt Fuentelespino de Haro är det mycket glesbefolkat, med 6 invånare per kvadratkilometer. Närmaste större samhälle är Belmonte, 15,0 km söder om Fuentelespino de Haro. Omgivningarna runt Fuentelespino de Haro är i huvudsak ett öppet busklandskap.